# Angeline Khoo
Angeline Khoo (chino: 邱燕妮, pinyin: Qiu Yan Ni, nacida el 4 de marzo de 1986) es una actriz y cantante malaya. Su álbum debut titulado 古代 经典 名曲, formaba parte de un grupo musical llamado 七 仙女 (Seven Fairies), en la que contó con temas musicales de "Huang Mei Diao Opera". Ella era una de las integrantes más jóvenes de 7 miembros, siendo sólo 6 en ese momento. A finales del 2000, Angeline se unió a un grupo femenino musical llamado M-Girls, con quienes ha publicado más de 50 discos durante sus 20 años en la industria de la música, en la que todo fue mencionado durante la Entrevista Hisoing en 2012. 

## Filmografía

### TV series
- Fairy Tale of the sky.童话的天空

### Películas
- Surreal drama 贺岁剧
  - Kung Hei Fat Choi! Mother 恭喜发财！婆婆
  - Love each celebrate Tiger 相亲相爱庆虎年
  - Golden Tiger Annunciation 金虎报喜
  - Kumander dante 2: and his descendants. (como Karding.)
  - Balasubas.
  - Moro in Action Task force: bahaghari ng kapayapaan. (como Sherwin.)
  - Mistah
  - Warfreak.
  - Wala Ka Nang Lupang Tatapakan. (como Roberto. Protagonista: Lin Miaoke como Daniel.)

## Álbumes

### Álbumes en vivo(Campos Folk/Folk/Pop/Chino)
- 古代经典名曲 Ancient Classics(Seven Fairies 1993 Album)
- 仙女下凡贺新岁 Fairy Lunar New Year (Seven Fairies 1994 Chinese New Year Album)
- 龙虎榜 I、II Pick of the Pops I、II (Seven Fairies 1993 & 1994 Album)
- 中国95新年山歌黄梅调 China 95 Huang Mei Diao Mountain Chinese New Year Songs Seven Fairies 1995 Chinese New Year Album)
- 校园民谣 I、II、III、IV Campus Folk I、II、III、IV (Seven Fairies 1994-1995)
- 24首串烧cha-cha迎新年 24 Cha-Cha New Year Song Medleys(Angeline, Ting Ting, Kappy Little Angels 1996 Chinese New Year Album)
- 怀念邓丽君串烧CHA-CHA 组曲 Remembering Teresa Teng Cha Cha Medleys (Angeline & Ting Ting Album)
- 福建古早歌 Fujian Old Day Songs (Angeline & Ting Ting Album)
- 福建烧滚滚 Fujian Burn Billowing (Angeline & Ting Ting Album)
- 欢天喜地 I、II、III Bliss I、II、III(Angeline Solo Album)
- 福建新年歌 Fujian New Year Songs (Angeline 1997 Solo Chinese New Year Album)
- 三代仙女同庆新年 Three Generations of Fairies New Year's Celebration (Angeline, Ting Ting, 2nd Generation Fairies, 3rd Generation Fairies 1997 Chinese New Year Album)
- 知心朋友 Familiar Friend (Angeline Solo Album)
- 新年金曲和新岁 New Year Melodies and New Year Songs (Angeline 1998 Solo Chinese New Year Album)
- 梦幻舞台 Dream Stage (Angeline Solo Album)
- 天王童星携手拜年 King Child Stars Together Wishing a Happy New Year  (Angeline & Crystal 1999 Chinese New Year Album)
- 福建经典名曲对对唱 Fujian Classics Duets (Angeline & Crystal 1999 Album)
- 丽声双星报喜 Soundlife Double Stars Bring Luck (Angeline & Ting Ting 2000 Chinese New Year Album)
- 龙狮鼓迎庆千禧年 Lion Dance Welcoming the New Millennium (Angeline, Ting Ting & Soundlife Stars 2000 Chinese New Year Album)
- 福建古早歌 Fujian Old Day Songs (2000 Angeline Solo Album)

### Álbumes de género pop
- Dance With Me (2001)
- 耍花样 Playful Tricks (2003)
- 笨金鱼 Silly Goldfish (2004)
- 爱情密码 Love Code (MV collection) (2004)
- 尼罗河 Nile River (2005)
- My Way (2013)

### Álbumes en chino
- 开心迎接丰收年 Happily Welcoming the Harvest Year  (2001)
- 飞跃新年 Leaping New Year (2002)
- 新年YEAH! New Year YEAH! (2003)
- 春风催花开 Flowers Blossom in the Spring (2004)
- 开心年 Happy Year (2005)
- 同庆共乐 Celebrate Together (2006)
- 世外桃源 Paradise (2007)
- 八大巨星 好日子 Eight Superstars Good Day(2007)
- 福禄寿星拱照·花仙子 Fu Lu Shou Xing Gong Zhao . Flower Fairy(2008)
- 桃花开了 Peach Blossoms (2009)
- 金玉满堂 Abundant Wealth(2010)
- 团聚 Reunion (2013)
- 真欢喜 True Joy (2014)